# Weihaiwei británico
El Weihaiwei británico o Wei-hai-wei fue un territorio arrendado por parte de la dinastía Qing al Imperio británico desde 1898 hasta 1930 en la costa nororiental de China. El área arrendada era de 288 millas cuadradas (745,9 km²), y se distribuía entre el continente y algunas islas. 
Entre las islas arrendadas destaca la isla Liugong. En la parte continental destaca la ciudad amurallada de Weihaiwei, el puerto de Weihaiwei renombrado como Port Edward, la bahía de Weihaiwei. El área coincide aproximadamente con el actual distrito de Huancui, de la provincia de Shandong.
La capital era Port Edward, que se encontraba en lo que ahora es el centro del distrito de Huancui en la ciudad de Weihai en la provincia de Shandong. Junto con Lüshunkou (Port Arthur) controlaba la entrada al mar de Bohai y, por tanto, los accesos marítimos a Tianjin, puerto que se comunica directamente con Pekín.

## Antecedentes
El puerto de Weihaiwei sirvió como base para la flota de Beiyang (Flota de los Mares del Norte), fundada en 1871 durante los últimos años de la dinastía Qing en China.  
En 1895, las fuerzas terrestres y marítimas japonesas capturaron el puerto en la batalla de Weihaiwei, la última gran batalla de la primera guerra sino-japonesa de 1894-1895. Los japoneses se retiraron en 1898. 
Después de que Rusia arrendara Port Arthur a China durante 25 años en marzo de 1898, el Reino Unido presionó al gobierno chino para que le arrendara Weihaiwei, y los términos del tratado establecían que permanecería en vigor mientras a los rusos se les permitiera ocupar Port Arthur. La flota británica tomó posesión e izó su bandera el 24 de mayo de 1898.
Los británicos utilizaron el puerto principalmente como fondeadero de verano para una formación de la Marina Real: la Estación de China, y como balneario. También sirvió como puerto de escala ocasional para los buques de la Marina Real en el Lejano Oriente (muy secundario al uso de Hong Kong en el sur de China). Aparte de los asuntos militares, la administración local permaneció bajo control chino y el puerto en sí siguió siendo una puerto franco hasta 1923.
Al comienzo de la guerra ruso-japonesa de 1904-1905, inicialmente se ordenó al comandante de la Estación de China de la Marina Real que retirara sus barcos de Weihaiwei para evitar que Gran Bretaña se viera involucrada en el conflicto. Sin embargo, temiendo que la Armada Imperial Rusa pudiera utilizar Weihaiwei como refugio seguro, el gobierno japonés presionó con éxito a los británicos para que devolvieran su flota. Durante la guerra, los corresponsales que cubrían el conflicto utilizaron el puerto como estación de transmisión de radio y telégrafos; también sirvió como fuente de envío de contrabando para los transgresores del bloqueo que llevaban suministros a Port Arthur.
Después de la victoria japonesa sobre Rusia en 1905, Japón tomó posesión de Port Arthur. Gran Bretaña extendió su contrato de arrendamiento sobre Weihaiwei hasta 1930; los japoneses ocuparon Port Arthur desde 1905 hasta 1945.

## Dominio británico en Weihaiwei
La Oficina de Guerra del gobierno británico era responsable del territorio. En un primer momento se preveía que Weihaiwei se convertiría en una base naval similar al Hong Kong británico. Como tal, los primeros comisionados de Weihaiwei fueron designados del ejército británico y se establecieron en la isla Liugong. Al comienzo del contrato de arrendamiento, el territorio fue administrado por un oficial naval superior de la Royal Navy, Sir Edward Hobart Seymour. Sin embargo, un estudio dirigido por los Royal Engineers consideró que Weihaiwei no era adecuado para una base naval importante o un puerto comercial. En 1899, la administración se transfirió a a un comisionado civil, primero Arthur Dorward (1899-1901), luego a John Dodson Daintree (1901-1902), designado por la Oficina de Guerra en Londres. La guarnición territorial constaba de 200 tropas británicas y el Regimiento Weihaiwei, oficialmente el 1.er Regimiento Chino, sus oficiales eran británicos. En 1901, se decidió que esta base no debía ser fortificada y la administración se transfirió de la Oficina de Guerra a la Oficina Colonial, lo que permitió que los civiles fueran nombrados comisionados.
En 1909, el entonces gobernador de Hong Kong, Sir Frederick Lugard, propuso que Gran Bretaña devolviera Weihaiwei al dominio chino a cambio del dominio perpetuo de los Nuevos Territorios de Hong Kong, que también habían sido arrendados en 1898. Esta propuesta nunca fue adoptada.

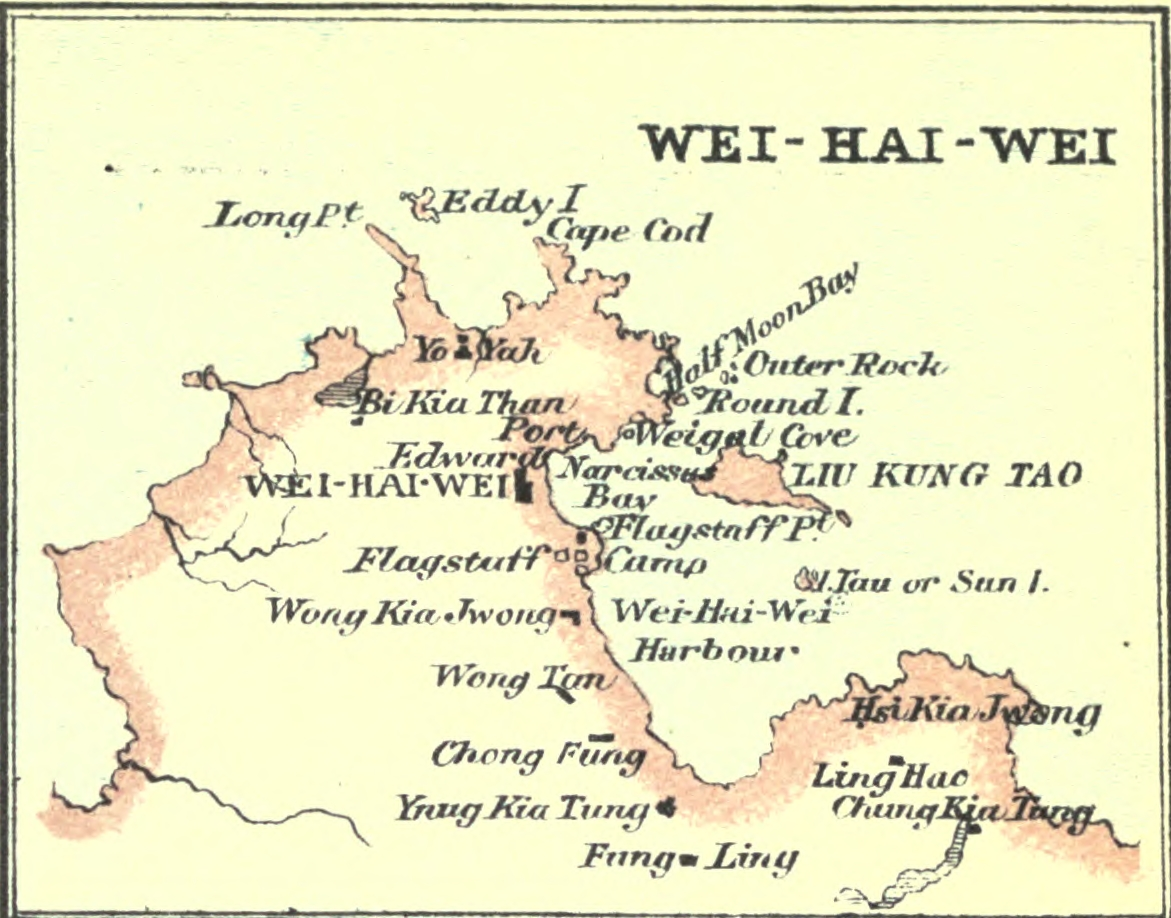
Mapa de Weihaiwei en 1906

Weihaiwei no se desarrolló de la forma como lo hicieron Hong Kong y otras colonias británicas. Esto se debió a que la provincia de Shandong, de la que formaba parte Weihaiwei, estaba dentro de la esfera de influencia de Alemania (y, después de la Primera Guerra Mundial, de Japón). Era una práctica normal que las colonias británicas fueran administradas bajo las disposiciones de la Ley de Asentamientos Británicos de 1887. Sin embargo, Weihaiwei en realidad se administró bajo la Ley de Jurisdicción Extranjera de 1890, que fue la ley que otorgó poderes extraterritoriales sobre súbditos británicos en China y otros países en los que Gran Bretaña tenía derechos extraterritoriales. La razón de esto fue que, como territorio arrendado, sujeto a entrega en cualquier momento, no se consideró apropiado tratar a Weihaiwei como si fuera una colonia plena.

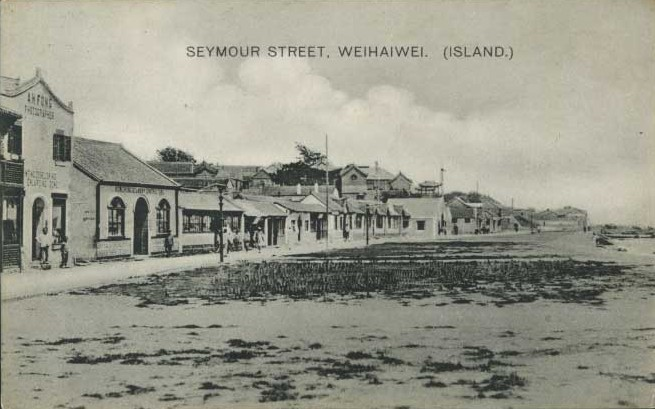
Paseo marítimo, calle Seymour en Weihaiwei, c.1905-1910

A cambio de reconocer el Weihaiwei británico, Alemania exigió y recibió garantías de Gran Bretaña a través de Arthur Balfour de que Gran Bretaña reconocería una esfera alemana en Shandong y no construiría un ferrocarril desde Weihaiwei hacia el interior de la provincia de Shandong.
El apodo que los marineros británicos le dieron a este puerto fue "Way High"; también se lo conocía como Port Edward en inglés.
Durante el dominio británico se construyeron residencias, hospitales, iglesias, casas de té, campos deportivos, oficinas de correos y un cementerio naval.

### Comisionados
El Comisionado de Weihaiwei (Chino tradicional: 威海衛專員) fue el jefe de Gobierno del territorio arrendado británico de Weihaiwei entre 1898 y 1930. Hasta 1902, los primeros comisionados de Weihaiwei eran miembros del ejército británico antes de que se designara a civiles para el cargo. Un Comisionado Civil fue nombrado en febrero de 1902 para administrar el territorio. Sir James Stewart Lockhart ocupó el cargo hasta 1921, cuando supervisó el cambio de nombre de la sede civil del Comisionado de Matou (literalmente, "muelle" o "puerto") a Port Edward y comenzó a desarrollar el territorio como lugar de vacaciones para expatriados británicos.
Como el cargo no era un cargo de gobernador completo, otorgaba a los titulares más autoridad, ya que no tenían que consultar ningún consejo legislativo o ejecutivo territorial al tomar decisiones o aprobar ordenanzas. El Comisionado de Weihaiwei también era responsable de representar el territorio en el extranjero.
Después de Lockhart, le siguieron los comisionados Arthur Powlett Blunt (1921–1923) y Walter Russell Brown (1923–1927). El último Comisionado de Weihaiwei fue el sinólogo Sir Reginald Fleming Johnston (anteriormente tutor del último emperador chino, Pu Yi) y sirvió como comisionado desde 1927 hasta 1930.

#### Bandera del comisionado
Los comisionados de Weihaiwei inicialmente usaron una Union Jack con un dragón imperial chino de la bandera de la dinastía Qing como bandera.   Cuando Lockhart llegó como el primer comisionado civil, escribió a la Oficina Colonial solicitando que el dragón fuera reemplazado por patos mandarines, ya que consideraba inapropiado usar un símbolo nacional chino en una bandera británica. Eduardo VII del Reino Unido aprobó el nuevo diseño, así como la creación de una bandera civil de Weihaiwei en 1903.

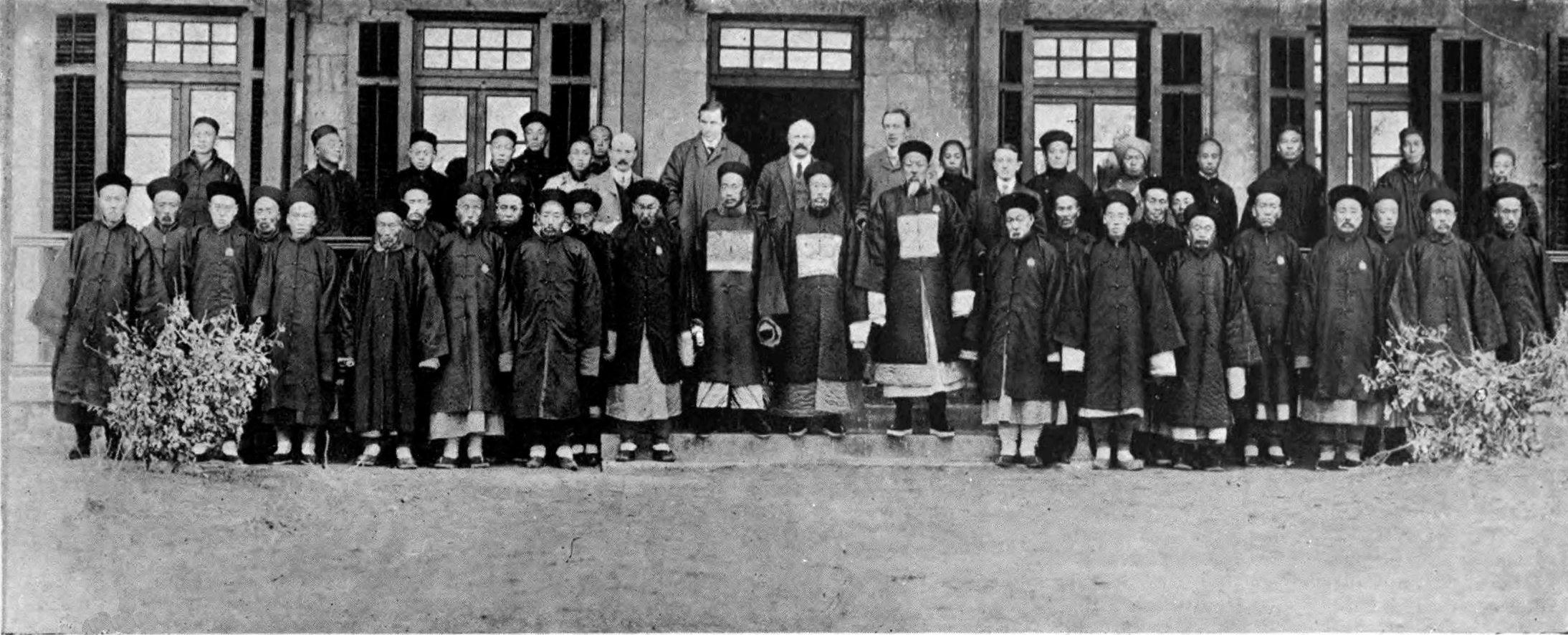
Comisionados y altos funcionarios del territorio en 1908

#### Lista de comisionados
A continuación se muestra una lista de los comisionados militares y civiles de Weihaiwei.
- 1898–1901 General de División Sir Arthur Robert Ford Dorward
- 1901–1902 Comandante John Dodson Daintree[13]
- 1902–1921 Sir James Stewart Lockhart
- 1921-1923 Capitán Arthur Powlett Blunt (en funciones)[14]
- 1923–1927 Walter Russel Brown[15]
- 1927-1930 Sir Reginald Johnston[16]

## Sellos postales y moneda

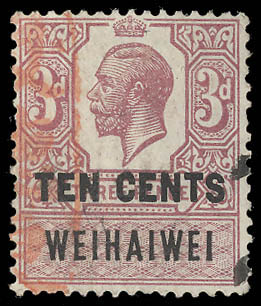
Uno de los sellos postales resellados en Weihaiwei

Nunca se emitieron sellos postales especiales para Weihaiwei. Al igual que en otros puertos abiertos, se utilizaron sellos de Hong Kong. A partir de 1917, estos fueron sobreimpresos con la palabra "CHINA". Los sellos fiscales de Weihaiwei se emitieron a partir de 1921. Nunca se emitieron monedas o billetes especiales para circular en Weihaiwei. Se utilizaron las diversas monedas en circulación en China en ese momento; también se utilizó el dólar de Hong Kong.
Los siguientes emisores de billetes chinos emitieron billetes para circulación en Weihaiwei bajo administración británica;
- El Banco de Comunicaciones - de 1914 a 1927.
- El Banco de China - en 1918.
- El National Industrial Bank of China - en 1924.

Todos estos tienen WEIHAIWEI sobreimpreso en negro.

## Ejército y policía
El Regimiento Weihaiwei se formó en 1898 con el Teniente Coronel Hamilton Bower como su primer oficial al mando y sirvió en la Rebelión de los Bóxers. Se ordenó la disolución total del regimiento en 1906 mediante la Orden del Ejército n.º 127 de 1906.
Algunos de los soldados fueron retenidos como fuerza policial permanente con tres sargentos de color británicos comisionados como inspectores de policía . En 1910, la fuerza policial estaba compuesta por tres inspectores europeos y 55 agentes chinos. Previamente, la fuerza estaba compuesta por un sargento chino y siete agentes a las órdenes de un oficial de distrito .
Durante la Primera Guerra Mundial, los británicos reclutaron al Cuerpo de Trabajo Chino en Weihaiwei para ayudar en el esfuerzo bélico.
Durante la huelga de marineros de 1922 de Hong Kong y Cantón, el gobierno colonial envió a dos policías europeos a Weihaiwei en septiembre de ese año para reclutar al primero de unos 50 hombres Weihaiwei como agentes de la Policía Real de Hong Kong. Después de completar un entrenamiento de seis meses en Weihaiwei, los reclutas fueron enviados a Hong Kong para mantener la ley y el orden en marzo de 1923. Los policías de Weihaiwei eran conocidos como el Contingente D en el HKP, y sus números de servicio estaban prefijados con la letra "D" para diferenciarlos del europeo "A", el indio "B" y el cantonés "C". 
A fines de 1927, la policía de origen chino fue reemplazada por individuos provenientes del Indostán.

## Suprema Corte
En 1903, los británicos establecieron un Tribunal Superior de Weihaiwei. Los jueces del tribunal fueron elegidos entre personas que se desempeñaban como jueces o defensores de la corona de la Corte Suprema británica para China en Shanghái. Los tres jueces de la corte de 1903 a 1930 fueron:
- Frederick Samuel Augustus Bourne (1903-1916), juez asistente de la Corte Suprema de HBM para China
- Hiram Parkes Wilkinson (1916-1925), abogado de la corona de la Corte Suprema de HBM para China
- Peter Grain (1925-1930), juez asistente y, desde 1927, juez de la Corte Suprema de HBM para China

El Comisionado también podría ejercer poderes judiciales si los jueces del tribunal no estuvieran disponibles.
Las apelaciones del Tribunal Superior de Weihaiwei podrían presentarse ante el Tribunal Supremo de Hong Kong y, finalmente, ante el Comité Judicial del Consejo Privado. Parece que nunca se escuchó ninguna apelación en Hong Kong.
Inicialmente, el Abogado de la Corona para China, Hiram Parkes Wilkinson, se desempeñó como Abogado de la Corona para Weihaiwei. Cuando Wilkinson fue nombrado juez en 1916, Allan Mossop asumió el cargo de Abogado de la Corona de Weihaiwei. Mossop más tarde se convirtió en Abogado de la Corona de China en 1926.

## Retorno de Weihaiwei
Weihaiwei volvió al dominio chino el 1 de octubre de 1930. El comisionado de Weihaiwei, Sir Reginald Johnston, quien anteriormente había sido oficial de distrito y magistrado en Weihaiwei, entregó la concesión. El último comisionado de Weihaiwei ondeó la bandera de la República de China junto con la Union Jack durante el día de transición. Tras el regreso de Weihaiwei a China, los chinos reemplazaron el papel de comisionado británico con su propia versión del comisionado, ya que Weihaiwei se convirtió en una región administrativa especial de China ; más tarde, el Monumento a la Recuperación de Weihai fue creado. Sin embargo, el gobierno chino arrendó la isla de Liu-kung Tao (Isla Liugong) a la Royal Navy durante diez años; el control efectivo llegó a su fin tras un desembarco militar japonés el 1 de octubre de 1940.